# Атаманюк, Владимир Михайлович
Влади́мир Миха́йлович Атаманю́к (13 июня 1955, Сталино, Украинская ССР, СССР) — советский и украинский футболист и тренер.

## Игровая карьера
Воспитанник группы подготовки донецкого «Шахтёра». Первый тренер — Шейко Евгений Яковлевич. После окончания школы стал играть за дубль «горняков». Во время службы в армии играл в составе СКА Киев во второй лиге чемпионата СССР. После армии вернулся в «Шахтёр», где ещё год проиграл в дубле. В 1976 году перешёл в команду второй лиги «Новатор» Мариуполь. Через полтора года перешёл в клуб первой союзной лиги — запорожский «Металлург». В «Металлурге» играл с 1977 по 1984 год на позиции крайнего атакующего полузащитника — крайнего нападающего.

## Тренерская карьера
После завершения игровой карьеры с 1985 по 1987 годы возглавлял ДЮСШ города Днепродзержинска. В 1987 году вернулся в Запорожье, на должность помощника главного тренера в «Торпедо». Работал под руководством Йожефа Беца, Евгения Лемешко, Виктора Матвиенко, Виктора Маслова. Из «Торпедо», потерявшего место в высшей лиге, ушёл к Александру Ищенко в кировоградскую «Звезду», где проработал два года.
В 2000 году Мирон Маркевич забрал тренера в Запорожье. После отставки Маркевича работал главным тренером «Металлурга» в высшей лиге. Всего за четыре тура Атаманюк не смог добыть ни одного очка, а разница мячей составила 1—7.
Далее работал в донецком «Металлурге», криворожском «Кривбассе» и луганской «Заре» у Александра Косевича. В 2012 году вернулся в запорожский «Металлург» по приглашению Виталия Кварцяного. Далее работал в тренерском штабе Ильи Близнюка в кировоградской «Звезде».
В 2017 году вернулся к работе под руководством Александра Косевича в краматорском «Авангарде».